# Sideritis italica
Sideritis italica là một loài thực vật có hoa trong họ Hoa môi. Loài này được (Mill.) Greuter & Burdet miêu tả khoa học đầu tiên năm 1985.